# Spielothek-Cup 2006
Der Spielothek-Cup 2006 war die 21. Austragung des Handballwettbewerbs und wurde am 11. und 12. August 2006 in den ostwestfälischen Städten Minden und Lübbecke in Nordrhein-Westfalen ausgetragen.
Der TuS N-Lübbecke setzte sich im Finale mit 31:26 (16:13) Toren im Mühlenkreis-Derby gegen GWD Minden durch und gewann seinen insgesamt sechsten Titel. Den dritten Platz sicherte sich Eintracht Hildesheim mit 27:21 (14:11) gegen die HSG Düsseldorf. Torschützenkönig wurde Mindens Stephan Just mit 21 Toren, der damit seinen Titel aus dem Vorjahr verteidigen konnte.

## Preisgeld
Das Preisgeld betrug 4.500 Euro. 2.100 Euro davon gingen an den Sieger TuS N-Lübbecke.
| Erreichte Platzierung | Preisgeld |
| --------------------- | --------- |
| Sieg                  | 2.100 €   |
| 2. Platz              | 1.200 €   |
| 3. Platz              | 700 €     |
| 4. Platz              | 500 €     |

## Modus
Es wurde mit vier Mannschaften im K.-o.-System mit zwei Halbfinalspielen, dem Spiel um Platz drei sowie dem Finale gespielt. Die Spielzeit betrug 2 × 30 Minuten. Bei unentschiedenem Ausgang nach Ablauf der regulären Spielzeit gab es eine Verlängerung von 2 × 5 Minuten. Bei Unentschieden nach Ablauf der Verlängerung hätte es ein Siebenmeterwerfen gegeben.

## Spiele
Halbfinale
| 11. August 2006 18:00 Uhr | TuS N-Lübbecke             | 36:35 n. V.      | Eintracht Hildesheim                 | Kampa-Halle, Minden Zuschauer: 800 Schiedsrichter: Karsten Veit, Torsten Brandt |
| 11. August 2006 18:00 Uhr | meiste Tore: Mráz (7 Tore) | (14:14), (29:29) | meiste Tore: Christophersen (8 Tore) | Kampa-Halle, Minden Zuschauer: 800 Schiedsrichter: Karsten Veit, Torsten Brandt |
| 11. August 2006 18:00 Uhr | Strafen: 3×                |                  | Strafen: 5×                          | Kampa-Halle, Minden Zuschauer: 800 Schiedsrichter: Karsten Veit, Torsten Brandt |

| 11. August 2006 20:15 Uhr | GWD Minden                  | 26:25       | HSG Düsseldorf                       | Kampa-Halle, Minden Zuschauer: 800 Schiedsrichter: Lutz Ickler, Heiko Schnare |
| 11. August 2006 20:15 Uhr | meiste Tore: Just (13 Tore) | (15:13)     | meiste Tore: Makowka, Runge (7 Tore) | Kampa-Halle, Minden Zuschauer: 800 Schiedsrichter: Lutz Ickler, Heiko Schnare |
| 11. August 2006 20:15 Uhr |                             | Strafen: 2× |                                      | Kampa-Halle, Minden Zuschauer: 800 Schiedsrichter: Lutz Ickler, Heiko Schnare |

Spiel um Platz 3
| 12. August 2006 17:30 Uhr | Eintracht Hildesheim             | 27:21   | HSG Düsseldorf              | Kreissporthalle, Lübbecke Zuschauer: 1.000 Schiedsrichter: Lutz Ickler, Heiko Schnare |
| 12. August 2006 17:30 Uhr | meiste Tore: Kasmauskas (6 Tore) | (14:11) | meiste Tore: Runge (7 Tore) | Kreissporthalle, Lübbecke Zuschauer: 1.000 Schiedsrichter: Lutz Ickler, Heiko Schnare |
| 12. August 2006 17:30 Uhr | Strafen: 2×                      |         | Strafen: 3×                 | Kreissporthalle, Lübbecke Zuschauer: 1.000 Schiedsrichter: Lutz Ickler, Heiko Schnare |

Finale
| TuS N-Lübbecke | TuS N-Lübbecke | GWD Minden | GWD Minden |
| | Finale 12. August 2006, 19:45 Uhr in Lübbecke (Kreissporthalle) Ergebnis: 31:26 (16:13) Zuschauer: 1.000 Schiedsrichter: Karsten Veit, Torsten Brandt ( Deutschland) |            |            |
| Birkir Ívar Guðmundsson, Torsten Friedrich – Patrick Fölser (2), Jakub Szymanski (4), Nico Greiner (1), Branko Kokir (1), Dragan Sudžum (2), Alois Mráz (1), Stian Tønnesen (5/3), Rolf Hermann (6), Dirk Hartmann (2), Þórir Ólafsson (4), Sandu Iacob, Tim Remer (3) Trainer: Jens Pfänder ( Deutschland) | Björn Buhrmester, Malik Beširević – Jiří Hynek (2), Georg Auerswald (2), Christopher Kunisch (n.e.), Jan-Fiete Buschmann , Andreas Simon (6), Stephan Just (8/1), Moritz Schäpsmeier (3), Einar Örn Jónsson (4/3), Mirza Čehajić (1) Trainer: Richard Ratka ( Deutschland) |            |            |
| Kokir (22.), Mráz (27., 44.), Iacob (53.) | Čehajić (17., 32.), Simon (25.), Just (36.), Schäpsmeier (50.) |            |            |

## Statistiken
Torschützenliste
| Pl. | Spieler                   | Verein               | Tore | FT | 7 m | T/S  |
| --- | ------------------------- | -------------------- | ---- | -- | --- | ---- |
| 1   | Stephan Just              | GWD Minden           | 21   | 17 | 4   | 10,5 |
| 2   | Robert Runge              | HSG Düsseldorf       | 14   | 10 | 4   | 7    |
| 3   | Maik Makowka              | HSG Düsseldorf       | 13   | 13 | 0   | 6,5  |
| 4   | Marius Kasmauskas         | Eintracht Hildesheim | 12   | 12 | 0   | 6    |
| 5   | Sven Lakenmacher          | Eintracht Hildesheim | 11   | 11 | 0   | 5,5  |
|     | Oliver Tesch              | Eintracht Hildesheim | 11   | 11 | 0   | 5,5  |
|     | Sven-Sören Christophersen | Eintracht Hildesheim | 11   | 8  | 3   | 5,5  |
| 8   | Rolf Hermann              | TuS N-Lübbecke       | 10   | 10 | 0   | 5    |
|     | René Boese                | Eintracht Hildesheim | 10   | 9  | 1   | 5    |
|     | Stian Tønnesen            | TuS N-Lübbecke       | 10   | 3  | 7   | 5    |
| 11  | Þórir Ólafsson            | TuS N-Lübbecke       | 9    | 9  | 0   | 4,5  |
|     | Andreas Simon             | GWD Minden           | 9    | 9  | 0   | 4,5  |
| 13  | Patrick Fölser            | TuS N-Lübbecke       | 8    | 8  | 0   | 4    |
|     | Alois Mráz                | TuS N-Lübbecke       | 8    | 8  | 0   | 4    |
| 15  | Einar Örn Jónsson         | GWD Minden           | 7    | 4  | 3   | 3,5  |

FT – Feldtore, 7 m – Siebenmeter-Tore, T/S – Tore pro Spiel

## Aufgebote
| TuS N-Lübbecke | GWD Minden | Eintracht Hildesheim | HSG Düsseldorf |
| Birkir Ívar Guðmundsson Torsten Friedrich Patrick Fölser Jakub Szymanski Nico Greiner Branko Kokir Dragan Sudžum Alois Mráz Stian Tønnesen Rolf Hermann Dirk Hartmann Þórir Ólafsson Sandu Iacob Tim Remer | Malik Beširević Björn Buhrmester Jiří Hynek Georg Auerswald Christopher Kunisch Jan-Fiete Buschmann Andreas Simon Stephan Just Moritz Schäpsmeier Einar Örn Jónsson Mirza Čehajić | Arūnas Vaškevičius Nikolas Katsigiannis Sven Lakenmacher Georgi Nikolow Sven-Sören Christophersen Jürgen Weber Marius Kasmauskas Dennis Mathews Michael Thiede Wjatscheslaw Gorpischin Pierre Limberg Oliver Tesch René Boese Robertas Paužuolis | Almantas Savonis Matthias Puhle Maximilian Ramota Florian von Gruchalla Robert Heinrichs Robert Runge Maik Makowka Nikolaos Kokolodimitrakis Markus Neukirchen Andrej Kogut Jörg Schürmann Philipp Pöter Matthias Struck |
| Jens Pfänder (Trainer) | Richard Ratka (Trainer) | Waleri Gopin (Trainer) | Nils Lehmann (Trainer) |